# 그라비나인풀리아

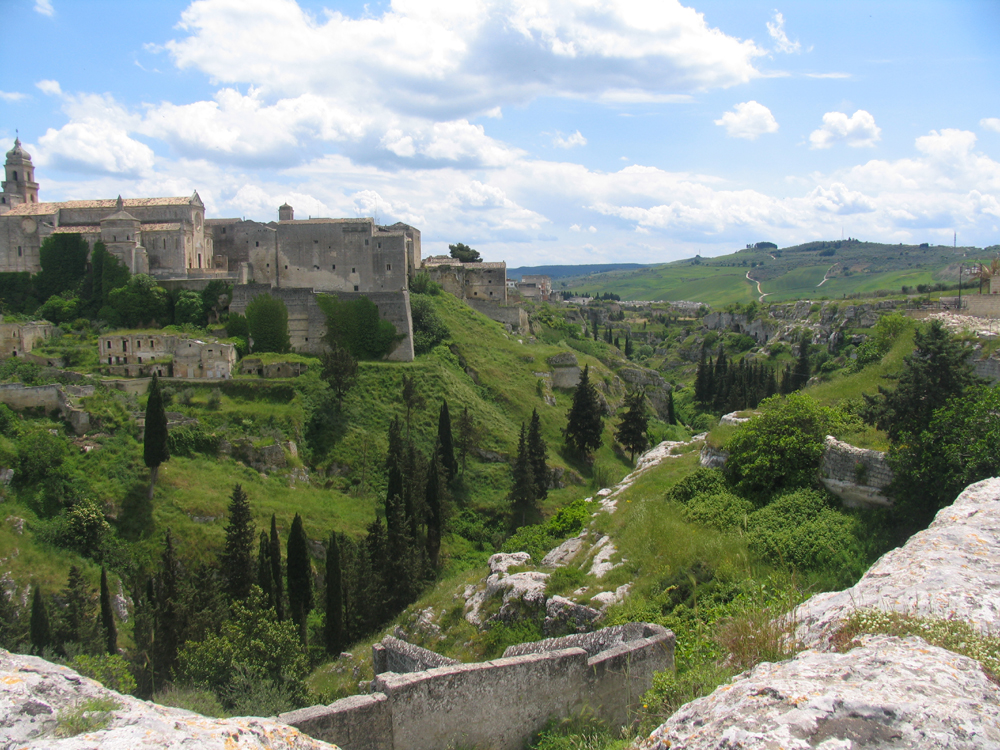
그라비나인풀리아

그라비나인풀리아(이탈리아어: Gravina in Puglia)는 이탈리아 풀리아주 바리현에 위치한 코무네로 면적은 384.73km2, 높이는 367m, 인구는 43,790명(2013년 1월 기준), 인구 밀도는 110명/km2이다.